# Meat Is Murder
Meat Is Murder, gavs ut 11 februari 1985 och var The Smiths andra studioalbum. Albumet är listat på plats 295 på tidskriften Rolling Stones lista The 500 Greatest Albums of All Time. Det finns med i boken  1001 Albums You Must Hear Before You Die.

## Om albumet
Skivan spelades in på Amazon Studios i Liverpool och på Ridge Farm i Surrey. Mellan november och december 1984 mixades den på Island studios i London. 
I England blev skivan mycket populär, speciellt bland studenter, och detta gav dem deras första och enda förstaplacering på Englands topplista.
Titellåten, Meat Is Murder, som ligger som sista spår på skivan påstås ha fått många The Smiths- och/eller Morrissey-fans att bli vegetarianer.

### Omslaget
Designen på albumet är gjort av Morrissey och föreställer en ung amerikansk soldat i Vietnam iklädd en tight t-shirt, stridshjälm och radiokommunikationsutrustning på ryggen. Den svartvita bilden, som är fyrdubblad på omslaget, är tagen från dokumentärfilmaren Emile de Antonios film In the Year of the pig från 1968. På den okände soldatens hjälm har Morrissey skrivit skivans titel Meat Is Murder. Ursprungligen hade soldaten själv skrivit på hjälmen Make War not Love. På vänster sida av omslaget står bandnamnet på högkant i gröna blockbokstäver.

## Låtlista
Alla låtar är skrivna av Morrissey/Johnny Marr.

### LP

#### Sida A
1. The Headmaster Ritual
2. Rusholme Ruffian
3. I Want the One I Can't Have
4. What She Said
5. That Joke Isn't Funny Anymore

#### Sida B
1. How Soon Is Now? (endast på en del utgåvor)
2. Nowhere Fast
3. Well I Wonder
4. Barbarism Begins at Home
5. Meat Is Murder

### CD
Samma som LP; från början 9 låtar, låten "How Soon Is Now?" släpptes på amerikanska utgåvor och skivbolaget WEA:s återsläpp av skivan, 1992.

## Medverkande

### Bandet
- Morrissey – sång
- Johnny Marr – gitarr, piano
- Andy Rourke – basgitarr
- Mike Joyce – trummor

### Teknisk personal
- The Smiths – producenter (alla låtar förutom "How Soon Is Now?")
- John Porter – producent ("How Soon Is Now?")
- Stephen Street – ljudtekniker (alla låtar förutom "How Soon Is Now?")